# Morris Schröter
Morris Schröter (* 20. August 1995 in Wolfen) ist ein deutscher Fußballspieler des TSV 1860 München.

## Karriere
Schröter begann mit dem Fußballspielen in der Jugend des FC Grün-Weiß Wolfen, ehe er 2008 im Alter von 12 Jahren zum 1. FC Magdeburg wechselte. Bei den Magdeburgern durchlief der Mittelfeldspieler die Jugendmannschaften bis zur U 19 und wurde zur Saison 2013/14 in den Kader der Profimannschaft aufgenommen. Während der kommenden zwei Saisons absolvierte er für diese 26 Spiele, in denen er zwei Tore erzielte. Gleichzeitig kam er zu zwei Einsätzen in der zweiten Mannschaft, bei denen ihm ein Tor gelang. Mit der ersten Mannschaft wurde er am Ende der Saison 2014/15 Meister der Regionalliga Nordost und es folgte in der Relegation der Aufstieg in die 3. Liga.
Im Juni 2015 wurde der Wechsel von Morris Schröter zum FSV Zwickau bekanntgegeben. Mit diesem Verein gelang dem Mittelfeldspieler in seiner ersten Saison erneut, wie schon in der Vorsaison mit dem 1. FC Magdeburg, die Meisterschaft der Regionalliga Nordost. Auch hier konnte die folgende Relegation gewonnen und der Aufstieg in die dritte Liga vollzogen werden. Schröter, der in der Aufstiegssaison zu 17 Einsätzen für die Westsachsen gekommen war, blieb dem Verein – nach einer Erweiterung der Gültigkeit seines Vertrages für die 3. Liga – treu. Zu seinem ersten Drittligaeinsatz kam Schröter am 1. September 2016 im Nachholspiel gegen seinen ehemaligen Verein 1. FC Magdeburg, welches mit 0:0 endete. Schröter wurde hierbei in der 84. Minute für Patrick Göbel eingewechselt. In den folgenden Jahren entwickelte sich Schröter zum Stammspieler der Drittligamannschaft, bei der er vor allem als Außenbahnspieler eingesetzt wurde. Die Saison 2020/21 wurde seine erfolgreichste im Trikot der Zwickauer, bei denen er mit 10 Toren und 8 Torvorlagen Top-Scorer war.
Am 15. Juni 2021 gab der Zweitligaaufsteiger Dynamo Dresden die Verpflichtung von Schröter bekannt, der in Dresden einen 3-Jahres-Vertrag unterzeichnete. Für die Elbestädter bestritt er 31 Ligaspiele, konnte den Abstieg in die 3. Liga jedoch nicht verhindern. Bereits im Juni 2022 wurde der Wechsel zum Zweitligisten Hansa Rostock bekannt. Bei den Ostseestädtern erhielt er einen Einjahresvertrag und absolvierte in Saison 2022/23 insgesamt 20 Ligaspiele und ein Spiel im DFB-Pokal, in dem Hansa unerwartet in der 1. Runde gegen den Viertligisten VfB Lübeck ausschied. Sein Debüt gab er unter Hansa-Trainer Jens Härtel allerdings wenige Tage zuvor am 2. Spieltag der Saison während des Auswärtsspiels beim Hamburger SV, als er für in der 68. Spielminute für Nico Neidhart eingewechselt wurde. Mit der Rostocker Mannschaft gelang zum Saisonende der Klassenerhalt. Zur Folgesaison 2023/24 schloss er sich dem Drittligisten TSV 1860 München an.

## Erfolge
1. FC Magdeburg
- 2014: Vize-Meister der Regionalliga Nordost (Saison 2014/15)
- 2015: Meister der Regionalliga Nordost (Saison 2014/15)
- 2015: Aufstieg in die 3. Liga

FSV Zwickau
- 2016: Meister der Regionalliga Nordost (Saison 2015/16)
- 2016: Aufstieg in die 3. Liga